# Совет экономических консультантов
Совет экономических консультантов (англ. Council of Economic Advisers) — это агентство Соединённых Штатов Америки в составе исполнительной власти, созданное в 1946 году, которое консультирует президента США по вопросам экономической политики. Совет обеспечивает значительную часть эмпирических исследований для Белого дома и готовит публично доступный ежегодный Экономический отчёт президента. Совет состоит из председателя и, как правило, двух-трёх дополнительных экономистов-членов. Назначение председателя требует утверждения Сенатом, а других членов совета назначает президент.

## Председатели совета
1. Эдвин Г. Нурс (1946−1949);
2. Леон Кейсерлинг (и. о. 1949−1950; 1950−1953);
3. Артур Бернс (1953−1956);
4. Раймонд Солнье (1956−1961);
5. Уолтер Хеллер (1961−1964);
6. Гарднер Экли (1964−1968);
7. Артур Оукен (1968−1969);
8. Пол Маккрэкен[англ.] (1969−1971);
9. Герберт Стейн[англ.] (1972−1974);
10. Алан Гринспен (1974−1977);
11. Чарльз Шульце (1977−1981);
12. Мюррей Вайденбаум (1981−1982);
13. Мартин Фельдстейн (1982−1984);
14. Берил Спринкел (1985−1989);
15. Майкл Боскин (1989−1993);
16. Лаура Тайсон (1993−1995);
17. Джозеф Стиглиц (1995−1997);
18. Джанет Йеллен (1997−1999);
19. Мартин Бэйли[англ.] (1999−2001);
20. Гленн Хаббард (2001−2003);
21. Грегори Мэнкью (2003−2005);
22. Харви Роузен (2005);
23. Бен Бернанке (2005−2006);
24. Эдвард Лейзир (2006−2009);
25. Кристина Ромер (2009−2010);
26. Остан Гулсби (2010—2011);
27. Алан Крюгер (2011—2013);
28. Джейсон Фурман (2013—2017);
29. Кевин Хассетт (2017—2019);
30. Томас Филипсон (и. о. 2019—2020);
31. Тайлер Гудспид (и. о. 2020—2021);
32. Сесилия Роуз (2021—2023)
33. Джаред Бёрнстин (2023—2025)
34. Стивен Миран[англ.] (с 2025)

## Члены совета
Бывшие члены совета:
1. Алан Блиндер (1993—1994)
2. Уильям Нисканен (1981—1985)
3. Уильям Нордхаус (1977−79)
4. Морис Обстфельд (2014−2015)
5. Джозеф Станклифф Дэвис (1955—1958)
6. Джон Брайан Тейлор (1989—1991)
7. Джеймс Тобин (1961−62)
8. Хендрик Хаутаккер (1969−71)
9. Отто Экштайн (1964−66)